# 白花夹竹桃
白花夹竹桃（学名：Nerium indicum）为夹竹桃科夹竹桃属的植物。分布在中国大陆的云南、广东、广西、河北等地，多生于植物园及公园中，目前尚未由人工引种栽培。